# Венсенский зоопарк
Венсенский зоопарк (фр. Le zoo de Vincennes) является частью Государственного музея естествознания в Париже. Открыт в 1934 году; располагается на территории Венсенского леса. Общая площадь зоопарка составляет 14,5 гектаров.

## История зоопарка
Венсенский зоопарк был основан геологом Полем Лемуаном, в то время занимавшим должность директора парижского Музея естествознания, в ходе подготовки к открытию Колониальной выставки 1931 года. Сначала предполагалось, что это будет временная выставка экзотических животных. Однако успех зоосада был настолько велик, что было решено создать постоянный зоопарк, открытие которого состоялось тремя годами позже — в 1934 году. Он был создан по типу гамбургского зоопарка Хагенбека. Зоопарк был устроен так, что решётки не привлекали особого внимания и создавалось ощущение пребывания в лоне дикой природы.
Зоопарк быстро приобрёл высокую популярность, поскольку парижане могли наблюдать диких животных, в том числе экзотических — слонов, жирафов, носорогов — в «естественной» среде. Кроме того, в нём были представлены редкие и находящиеся под угрозой виды, такие как окапи, купрей, морские слоны, гигантская панда, различные виды ночных лемуров.

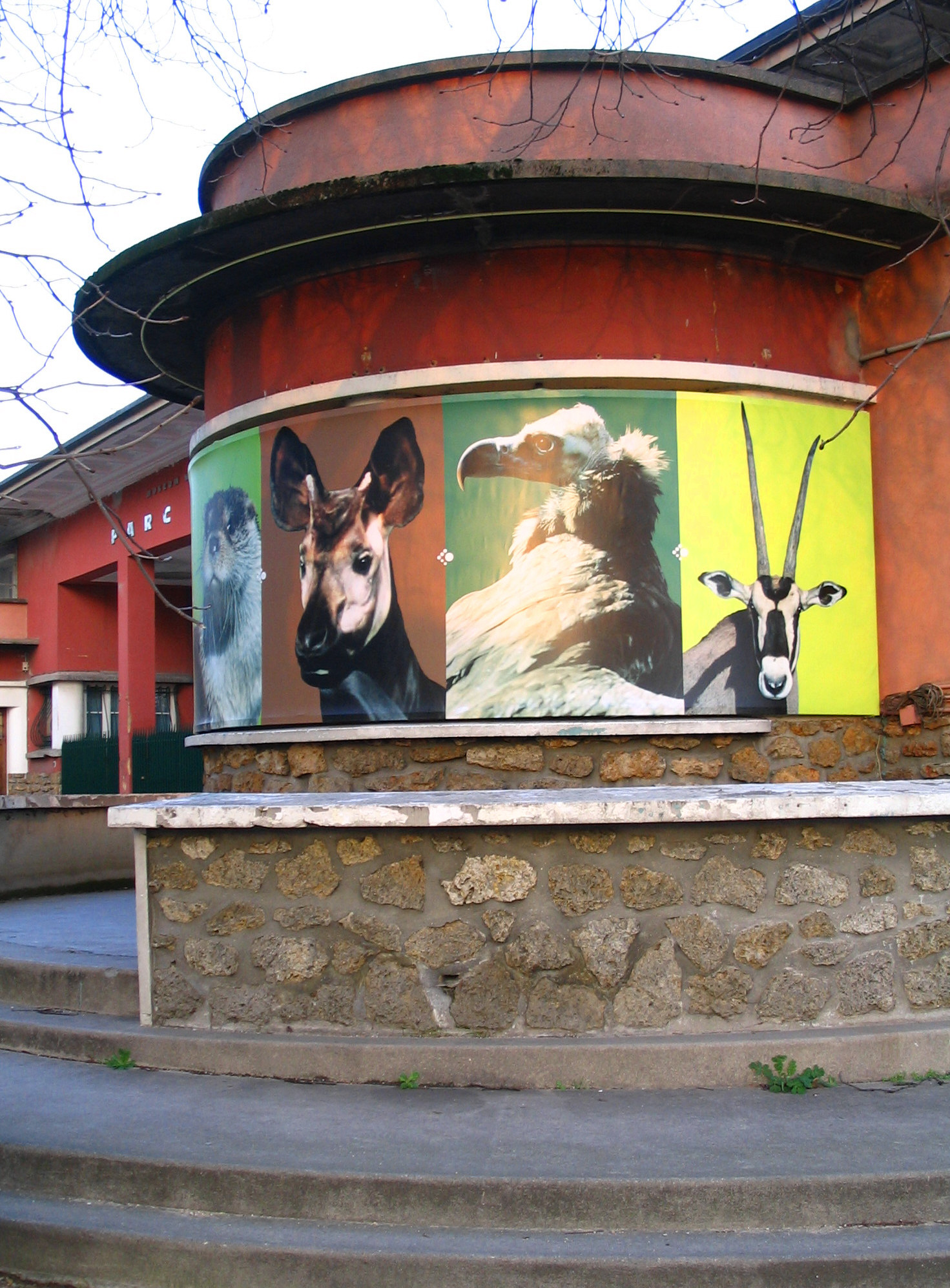
Вход в зоопарк

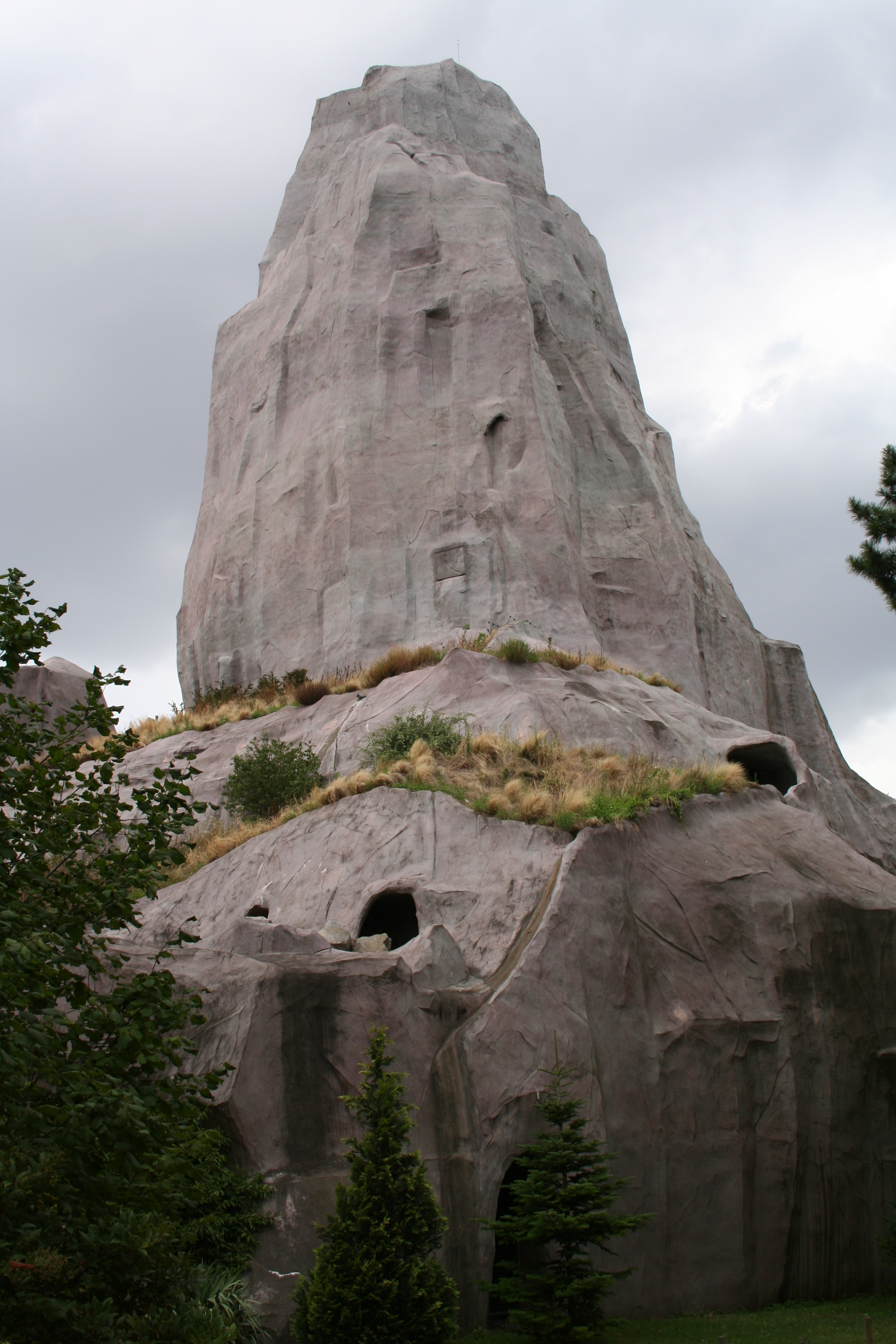
Большая скала

C самого начала внимание посетителей привлекла огромная 65-метровая скала, расположенная в центре зоопарка. Помимо своей зрелищности, она также выполняла и практические функции, скрывая от публики служебные помещения.
Однако с годами посещаемость Венсенского зоопарка снижалась — с 1 500 000 человек в 1968 году до 300 000 в 2005 году, так что было принято решение о его дорогостоящей реконструкции, которая началась в 2008 году и завершилась в апреле 2014 года.

## В массовой культуре
- В августе 1966 года в зоопарке проходили съемки одной из сцен кинофильма «Большая прогулка».
- В 2010 году было отснято большое количество сцен для фильма «Необычайные приключения Адель».